# Hakan Demirel
Hakan Demirel (Erzurum, 7 mei 1986) is een Turkse basketballer die momenteel onder contract staat bij Fenerbahçe Ülker.
Demirel is de nummer vier van Fenerbahçe. De jonge basketballer speelt ook voor het nationale team van Turkije. In 2004 werd hij verkozen tot Most Valuable Player van jonge Europese Guards.